# Jan Paygert
Jan Paygert (ur. 14 stycznia 1863 w Sidorowie, zm. 25 czerwca 1917 we Lwowie) – polski prawnik karnista, urzędnik, wykładowca.

## Życiorys
Syn Adama, poety XIX-wiecznego. Absolwent gimnazjum we Lwowie. Studiował na Uniwersytecie Wiedeńskim, Uniwersytecie Lwowskim, Uniwersytecie Jagiellońskim. W czasie studiów we Lwowie był prezesem Czytelni akademickiej (1884).
Przez pewien czas był administratorem majątku swojej żony (wówczas dokonał pierwszej w Galicji komasacji gruntów dworskich i gminnych). W 1899 był redaktorem pisma „Ruch Katolicki”, pisał artykuły do czasopisma „Niedziela” oraz „Rolnik”. Zasiadał w radzie powiatu kamioneckiego. Był darczyńcą na rzecz Cerkwi św. Paraskewy w Żelechowie Wielkim. W 1902 uzyskał stopień doktora praw. Od 1903 pracował w C. K. Prokuratorii Skarbu we Lwowie.
Członek i działacz Galicyjskiego Towarzystwa Gospodarskiego, członek jego Komitetu (24 czerwca 1910 – 13 czerwca 1912) był także redaktorem naczelnym czasopisma „Rolnik”. W 1907 habilitował się z prawa karnego na Wydziale Prawa Uniwersytetu Lwowskiego na podstawie rozprawy o zbrodniczym zaniechaniu. Jesienią 1907 został powołany na stanowisko profesora Uniwersytetu Sofijskiego w Bułgarii, gdzie wcześniej występujący przeciw władzy profesorowie zostali zdymisjonowani (prócz Paygerta posadę otrzymał tam także Jan Leciejewski). Tam otrzymał katedrę prawa karnego, zasiadł także w senacie uczelni. W kwietniu 1908 r. zrezygnował z katedry na Uniwersytecie w Sofii i wrócił do Lwowa, gdzie wykładał prawo karne i filozofię prawa do przedwczesnej śmierci.
Był mężem Leontyny z Truskolawskich h. Ślepowron (1863–1941), ojcem Włodzimierza i Zbigniewa.

## Publikacje
- Przestępne zaniechanie (studyum z prawa karnego) (1907),
- Kilka słów o zbrodni dzieciobójstwa (L. 1907),
- Zasady nauki o wyłączeniu poczytania (L. 1909),
- Rzut oka na dzieje pojedynku jak przestępstwa (1912),
- Kilka uwag w kwestji śledztwa wstępnego ze szczególnym uwzględnieniem sprawy aresztu śledczego (K. 1912),
- Ad astra. Mozajka po przez krainę uczuć i myśli (1913),
- Spór i siła - a prawo i państwo. Filozoficzno-prawna nauka Tomasza Hobbesa w historyczno-krytycznem oświetleniu (1913),
- Aresztowanie w postępowaniu karnem. Część druga pracy pt.: Kilka uwag w kwestyi śledztwa wstępnego ze szczególnem uwzględnieniem sprawy aresztu śledczego (1913),
- O pojęciu istoty prawa. Rzecz o rozprawie Ignacego Koschembahr-Łyskowskiego (1913),
- Nauka Tomasza Hobbesa w stosunku do religii i Kościoła (K. 1916).